# Amerika (naturreservat)
Amerika är ett naturreservat i Arboga kommun i Västmanlands län.
Området är naturskyddat sedan 2010 och är 70 hektar stort. Reservatet består av barr- och lövskog, de två småsjöarna Amerikasjön och Ljungsjön samt myrar.